# Реторий Египетский
Реторий Египетский (также Риторий; др.-греч. Ῥητόριος ὁ Αἰγύπτιος; лат. Rhetorius Aegyptius) — византийский астролог. Традиционно время его деятельности относили к первой половине VII века.
О его жизни почти ничего не известно. Согласно наблюдениям Д. Пингри, гороскопы, приводимые Реторием (последняя дата — 24 февраля 601 года), и используемые им долготы неподвижных звёзд (превосходящие птолемеевские на 3°40' — то есть прецессия около 500 лет) указывают на VII в. Однако по доказательному исследованию Дж. Г. Холдена, большинство внутренних указаний в компедии Ретория ориентированы на VI век. Всё это позволяет отнести время жизни и деятельности этого астролога приблизительно к VI — началу VII вв. В любом случае, Реторий жил, судя по данным, сохранившимся в его сочинениях, в Александрии, и до её захвата арабами (в 642 году).

## «Собрание истолкований астрологических искусств»
Реторий стал одним из последних астрологов эллинистической традиции. Он написал значительное по объёму и богатству цитирования астрологическое сочинение — «Собрание истолкований» в 118 главах (в рукописях, вслед за «Сокровищем» —введением в астрологию Антиоха Афинского, также называемое «Сокровище (Θησαυρος) Ретория, содержащее всю астрологию»). По своему содержанию этот компендий как бы подводит итог развитию всей античной астрологии. Полное название труда Ретория выглядит достаточно велеречиво: «Из страны Антиоха собрание истолкований и изложений всех астрологических искусств». В целом это «Собрание» представляет собой не только сборник выборок из сочинений различных эллинистических авторов, но и содержит собственные объяснения и рассказ Ретория о найденных им астрологических концепциях и техниках. В первой части этого трактата (главы 1—57) Реторий определяет основные понятия и термины, используемые в эллинистической астрологии. Здесь имеется много пересечений с текстом «Введения» Порфирия, также важный материал тут был взят у Антиоха Афинского. Во второй части (главы 56—109) также содержатся заимствования из учебной «Исагогики» Антиоха Афинского. Но вторая половина труда Ретория опирается и на материал из множества других астрологических источников.
Особенно важно, что в своем «Собрании» Реторий, донес до нашего времени сведения о теориях «длинных периодов» движения планет, разработанных предшествовавшими ему астрологами. Причем эти идеи о длинных периодах берут начало ещё в астролого-астрономических представлениях вавилонян. Например, передавая текст Антиоха Афинского, Реторий указывал, что «Сатурн совершает наибольшее обращение за 265 лет, Юпитер за 427 лет, Марс за 284 года, Солнце за 1461 год, Венера за 1151 год, Меркурий за 480 лет, Луна за 25 лет». А завершает эту цитату высказывание вполне в духе Беросса: «Космические возвращения наступают через 1 753 005 лет; тогда все звезды собираются вместе в 30-м градусе Рака или первом градусе Льва, и происходит исполнение всего; но когда они встречаются в Раке, в одной части мира будет потоп».
Узлы Луны более полно включены в систему Ретория, чем у ранних эллинистических астрологов. Эти узлы использовались уже такими авторами, как Веттий Валент, но в «Собрании» Ретория они применяются в разграничениях чаще и более систематично.
Вообще, «Собрание» Ретория это ценный источник извлечений из многих греческих астрологов. Здесь, в частности, даются выдержки из сочинений Критодема (I век), Тевкра Вавилонского (I век), Тиберия Клавдия Бальбилла (I век), Анубиона (I век), Доротея Сидонскиого (умер около 75 года), Веттия Валента Антиохийского (II век), Клавдия Птолемея (II век), Антиоха Афинского (III век), философа Порфирия (III век), Павла Александрийского (IV век), возможно из астрологического Анонима (379 года), предположительно из Юлиана Лаодикейского (конец V века) и наконец из Евтокия Аскалонского (VI век). Также в «Собрании» Ретория имеются тексты из других источников, которые были включены в сочинения перечисленных авторов (иногда в неявной форме). При этом ясно, что Реторий использовал и не дошедшие до нас астрологические сочинения. Так имеются тесные параллели между Реторием и Клавдием Птолемеем, но Реторий (по мнению Холдена), опирался на общий источник, который был доступен и Птолемею.

## Наследие Ретория в истории астрологии
Само «Собрание» Ретория не сохранилось полностью. До нас дошли три сокращенных из него извлечения (эпитомы). Имеются две грекоязычные выборки за IX и начало XI века, третья же относится к XIII веку (но лишь в переводе на латинский язык). Отдельные отрывки из «Собрания» Ретория встречаются и в более поздних астрологических рукописях вплоть до XV века.
Имеется предположение (Д. Пингри), что «Собрание» Ретория было передано ранним средневековым астрологам в Багдаде через посредство Феофила Эдесского (VIII век). Там его использовали такие астрологи, как Машаллах ибн Асари (VIII век).
В свою очередь, «Собрание» Ретория стало одним из основных источников для написания астрологических поэм Иоанна Каматира (второй половины XII века). Позднее «Собрание» Ретория послужило основой и при составлении в 1388 году астрологического сборника под псевдонимом «Палхос» Елевферием Илией Зибелином.
Было также высказано мнение (В. Н. Бенешевичем), что содержащееся в приложении к некоторым спискам древнеславянских сборников Кормчих книг произведение «Великого книжника Антиохийского Возглашение о календах, нонах и идах» принадлежит именно Реторию. С этим согласился и ряд исследователи древнерусской литературы (Я. Н. Щапов, М. В. Корогодина). Однако такое предположение было подвергнуто критике (Й. Зондеркамп, П. В. Кузенков). Сейчас астрономическое «Возглашение о календах, нонах и идах» с осторожностью атрибутируется Иоанну Малале (П. В. Кузенков).